# Saint-Étienne-de-Vicq
Pour les articles homonymes, voir Saint-Étienne (homonymie).
Saint-Étienne-de-Vicq est une commune française, située dans le département de l'Allier en région Auvergne-Rhône-Alpes. Elle fait partie de l'aire d'attraction de Vichy.

## Géographie

### Localisation
Saint-Étienne-de-Vicq est située au sud-est du département de l'Allier, « au pied de la Montagne bourbonnaise », dans le pays de Lapalisse dont il constitue l'extrémité sud-ouest. La commune est à mi-chemin entre Vichy, située à 5 km à vol d'oiseau (13 km par la route) au sud-ouest et Lapalisse, située à 5 km à vol d'oiseau (13,5 km par la route).
De forme plutôt allongée sur un axe nord-sud (5 km dans sa plus grande longueur), la commune est limitrophe avec six autres communes :
|        | Magnet                | Billezois                       |
| Bost   | Saint-Étienne-de-Vicq | Saint-Christophe-en-Bourbonnais |
| Cusset | Molles                |                                 |

### Hydrographie
La commune est traversée par le Mourgon, affluent rive droite de l'Allier.

### Climat
Pour des articles plus généraux, voir Climat d'Auvergne-Rhône-Alpes et Climat de l'Allier.
En 2010, le climat de la commune est de type climat océanique dégradé des plaines du Centre et du Nord, selon une étude du CNRS s'appuyant sur une série de données couvrant la période 1971-2000. En 2020, Météo-France publie une typologie des climats de la France métropolitaine dans laquelle la commune est dans une zone de transition entre le climat océanique altéré et le climat de montagne ou de marges de montagne et est dans la région climatique Centre et contreforts nord du Massif Central, caractérisée par un air sec en été et un bon ensoleillement.
Pour la période 1971-2000, la température annuelle moyenne est de 11 °C, avec une amplitude thermique annuelle de 16,4 °C. Le cumul annuel moyen de précipitations est de 862 mm, avec 10,9 jours de précipitations en janvier et 8 jours en juillet. Pour la période 1991-2020, la température moyenne annuelle observée sur la station météorologique de Météo-France la plus proche, « Vichy-Ville », sur la commune de Vichy à 10 km à vol d'oiseau, est de 12,7 °C et le cumul annuel moyen de précipitations est de 799,6 mm,. Pour l'avenir, les paramètres climatiques de la commune estimés pour 2050 selon différents scénarios d'émission de gaz à effet de serre sont consultables sur un site dédié publié par Météo-France en novembre 2022.

## Urbanisme

### Typologie
Au 1er janvier 2024, Saint-Étienne-de-Vicq est catégorisée commune rurale à habitat dispersé, selon la nouvelle grille communale de densité à 7 niveaux définie par l'Insee en 2022.
Elle est située hors unité urbaine. Par ailleurs la commune fait partie de l'aire d'attraction de Vichy, dont elle est une commune de la couronne,. Cette aire, qui regroupe 50 communes, est catégorisée dans les aires de 50 000 à moins de 200 000 habitants,.

### Occupation des sols

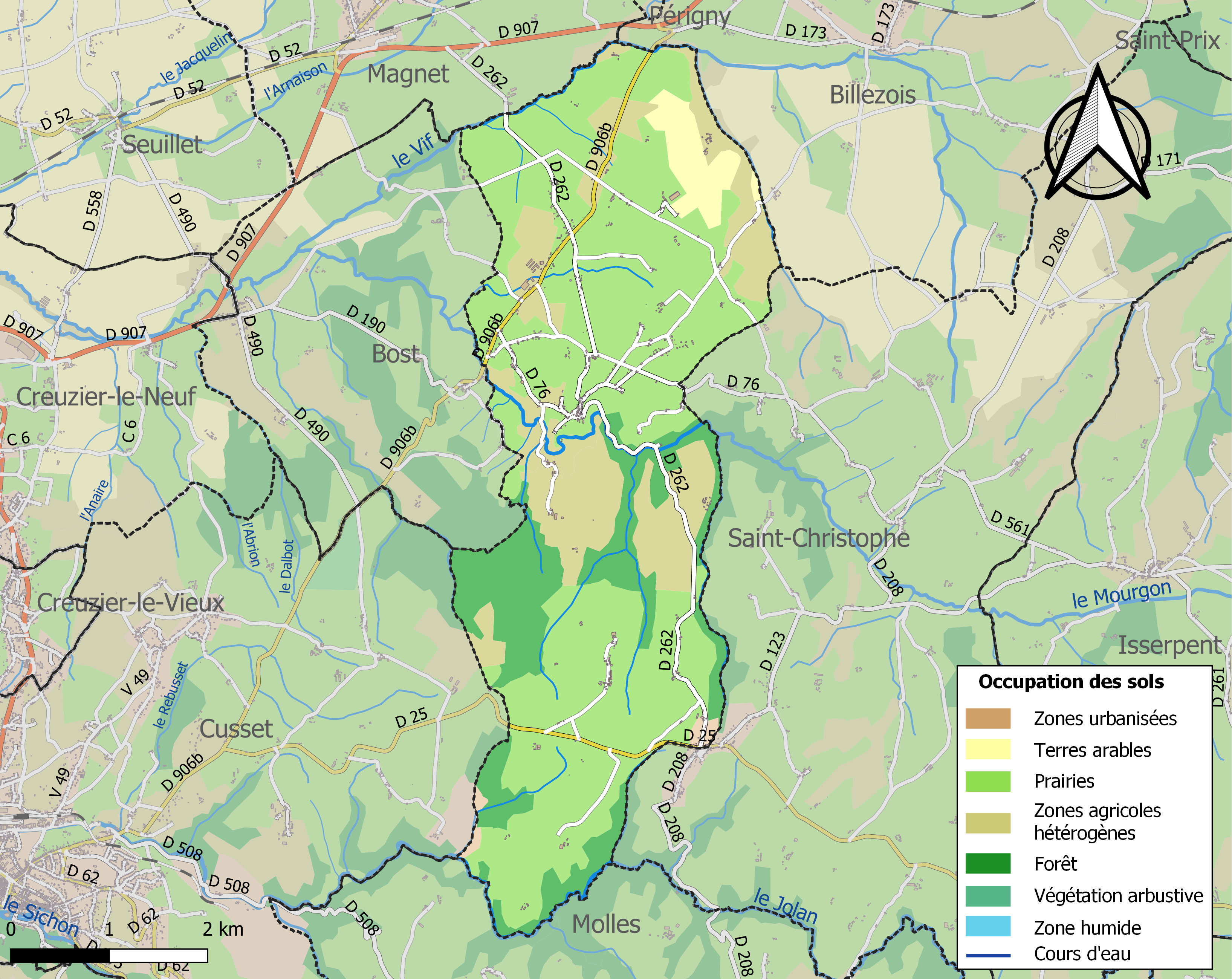
Carte des infrastructures et de l'occupation des sols de la commune en 2018 (CLC).

L'occupation des sols de la commune, telle qu'elle ressort de la base de données européenne d’occupation biophysique des sols Corine Land Cover (CLC), est marquée par l'importance des territoires agricoles (83,8 % en 2018), en augmentation par rapport à 1990 (81,3 %). La répartition détaillée en 2018 est la suivante : prairies (60,8 %), zones agricoles hétérogènes (19,7 %), forêts (15,5 %), terres arables (3,2 %), zones urbanisées (0,4 %), mines, décharges et chantiers (0,3 %).
L'IGN met par ailleurs à disposition un outil en ligne permettant de comparer l’évolution dans le temps de l’occupation des sols de la commune (ou de territoires à des échelles différentes). Plusieurs époques sont accessibles sous forme de cartes ou photos aériennes : la carte de Cassini (XVIIIe siècle), la carte d'état-major (1820-1866) et la période actuelle (1950 à aujourd'hui).

### Logement
En 2013, la commune comptait 239 logements, contre 219 en 2008. Parmi ces logements, 87,7 % étaient des résidences principales, 3 % des résidences secondaires et 9,3 % des logements vacants. Ces logements étaient pour 99,1 % d'entre eux des maisons individuelles et pour 0,9 % des appartements.
La proportion des résidences principales, propriétés de leurs occupants était de 80,6 %, en hausse sensible par rapport à 2008 (78,5 %). La part de logements HLM loués vides était de 1,9 % (contre 3,3 %).

### Voies de communication et transports
Le village est traversé par les routes départementales 76 (reliant la RD 906b à Saint-Christophe) et 262 (liaison de Magnet au village de La Bruyère). Au sud, la RD 25 relie Cusset à Châtel-Montagne. Au nord, la RD 906b relie Cusset à Billezois et permet de rejoindre Lapalisse.

### Risques naturels et technologiques
Un seul risque est recensé sur la commune : le risque sismique, où la commune est classée en zone de sismicité faible (ou de niveau 2).

## Histoire
Le site, habité depuis l'époque gallo-romaine, est situé sur la voie romaine de Vichy à Roanne.

## Politique et administration
| Période                                  | Période                      | Identité            | Étiquette | Qualité              |
| ---------------------------------------- | ---------------------------- | ------------------- | --------- | -------------------- |
| Les données manquantes sont à compléter. |                              |                     |           |                      |
| mars 2001                                | mars 2008                    | Pierre Gardette     |           |                      |
| mars 2008                                | En cours (au 8 juillet 2020) | Jean-Claude Pothier | DVG       | Agriculteur retraité |

## Population et société

### Démographie

#### Évolution démographique
L'évolution du nombre d'habitants est connue à travers les recensements de la population effectués dans la commune depuis 1793. Pour les communes de moins de 10 000 habitants, une enquête de recensement portant sur toute la population est réalisée tous les cinq ans, les populations de référence des années intermédiaires étant quant à elles estimées par interpolation ou extrapolation. Pour la commune, le premier recensement exhaustif entrant dans le cadre du nouveau dispositif a été réalisé en 2006.

En 2022, la commune comptait 527 habitants, en évolution de +1,15 % par rapport à 2016 (Allier : −1,38 %, France hors Mayotte : +2,11 %).
| 1793 | 1800 | 1806 | 1821 | 1831 | 1836 | 1841 | 1846 | 1851 |
| ---- | ---- | ---- | ---- | ---- | ---- | ---- | ---- | ---- |
| 589  | 589  | 456  | 672  | 691  | 676  | 611  | 711  | 722  |

| 1856 | 1861 | 1866 | 1872 | 1876 | 1881 | 1886 | 1891 | 1896 |
| ---- | ---- | ---- | ---- | ---- | ---- | ---- | ---- | ---- |
| 728  | 722  | 744  | 746  | 747  | 714  | 775  | 754  | 672  |

| 1901 | 1906 | 1911 | 1921 | 1926 | 1931 | 1936 | 1946 | 1954 |
| ---- | ---- | ---- | ---- | ---- | ---- | ---- | ---- | ---- |
| 676  | 680  | 653  | 537  | 552  | 561  | 534  | 491  | 464  |

| 1962 | 1968 | 1975 | 1982 | 1990 | 1999 | 2006 | 2011 | 2016 |
| ---- | ---- | ---- | ---- | ---- | ---- | ---- | ---- | ---- |
| 442  | 451  | 419  | 390  | 406  | 431  | 456  | 522  | 521  |

| 2021 | 2022 | - | - | - | - | - | - | - |
| ---- | ---- | - | - | - | - | - | - | - |
| 527  | 527  | - | - | - | - | - | - | - |

#### Pyramide des âges
En 2021, le taux de personnes d'un âge inférieur à 30 ans s'élève à 34,8 %, soit au-dessus de la moyenne départementale (29,0 %). À l'inverse, le taux de personnes d'âge supérieur à 60 ans est de 24,0 % la même année, alors qu'il est de 35,6 % au niveau départemental.
En 2021, la commune comptait 263 hommes pour 264 femmes, soit un taux de 50,09 % de femmes, légèrement inférieur au taux départemental (52,03 %).
Les pyramides des âges de la commune et du département s'établissent comme suit :
| Hommes | Classe d’âge | Femmes |
| ------ | ------------ | ------ |
| 0,4    | 90 ou +      | 0,7    |
| 6,4    | 75-89 ans    | 8,1    |
| 16,1   | 60-74 ans    | 16,4   |
| 19,4   | 45-59 ans    | 18,1   |
| 21,7   | 30-44 ans    | 22,9   |
| 14,1   | 15-29 ans    | 12,2   |
| 22,0   | 0-14 ans     | 21,5   |

| Hommes | Classe d’âge | Femmes |
| ------ | ------------ | ------ |
| 1,2    | 90 ou +      | 3      |
| 10     | 75-89 ans    | 13,4   |
| 21,3   | 60-74 ans    | 22     |
| 20,6   | 45-59 ans    | 19,6   |
| 15,7   | 30-44 ans    | 15     |
| 15,6   | 15-29 ans    | 12,9   |
| 15,7   | 0-14 ans     | 14     |

### Enseignement
Saint-Étienne-de-Vicq dépend de l'académie de Clermont-Ferrand. Elle gère une école élémentaire publique, membre d'un regroupement pédagogique intercommunal instauré en 1982 avec les communes d'Isserpent et de Saint-Christophe.
Hors dérogations à la carte scolaire, les collégiens sont scolarisés à Lapalisse et les lycéens à Cusset, au lycée Albert-Londres.

## Économie

### Emploi
En 2013, la population âgée de quinze à soixante-quatre ans s'élevait à 328 personnes, parmi lesquelles on comptait 75,2 % d'actifs dont 65,9 % ayant un emploi et 9,3 % de chômeurs.
On comptait 46 emplois dans la zone d'emploi. Le nombre d'actifs ayant un emploi résidant dans la zone étant de 217, l'indicateur de concentration d'emploi est de 21,1 %, ce qui signifie que la commune offre moins d'un emploi par habitant actif.
182 des 217 personnes âgées de quinze ans ou plus (soit 83,6 %) sont des salariés. 12,6 % des actifs travaillent dans la commune de résidence.

### Entreprises
Au 1er janvier 2014, Saint-Étienne-de-Vicq comptait quatorze entreprises : une dans l'industrie, trois dans la construction et dix dans le commerce, les transports et les services divers.
En outre, elle comptait seize établissements.

### Agriculture
L'agriculture représente l'activité principale de la commune.
La commune comptait onze exploitations agricoles en 2010 ; ce nombre est pourtant en nette diminution par rapport à 2000 (19) et à 1988 (38).
La superficie agricole utilisée sur ces exploitations était de 1 796 hectares en 2010, dont 777 ha sont allouées aux terres labourables et 1 019 ha sont toujours en herbe.

### Commerce et services
La base permanente des équipements de 2015 ne recensait aucun commerce.
La commune possède toutefois un restaurant, bar et épicerie, avec un dépôt de pain.

## Culture locale et patrimoine

### Lieux et monuments

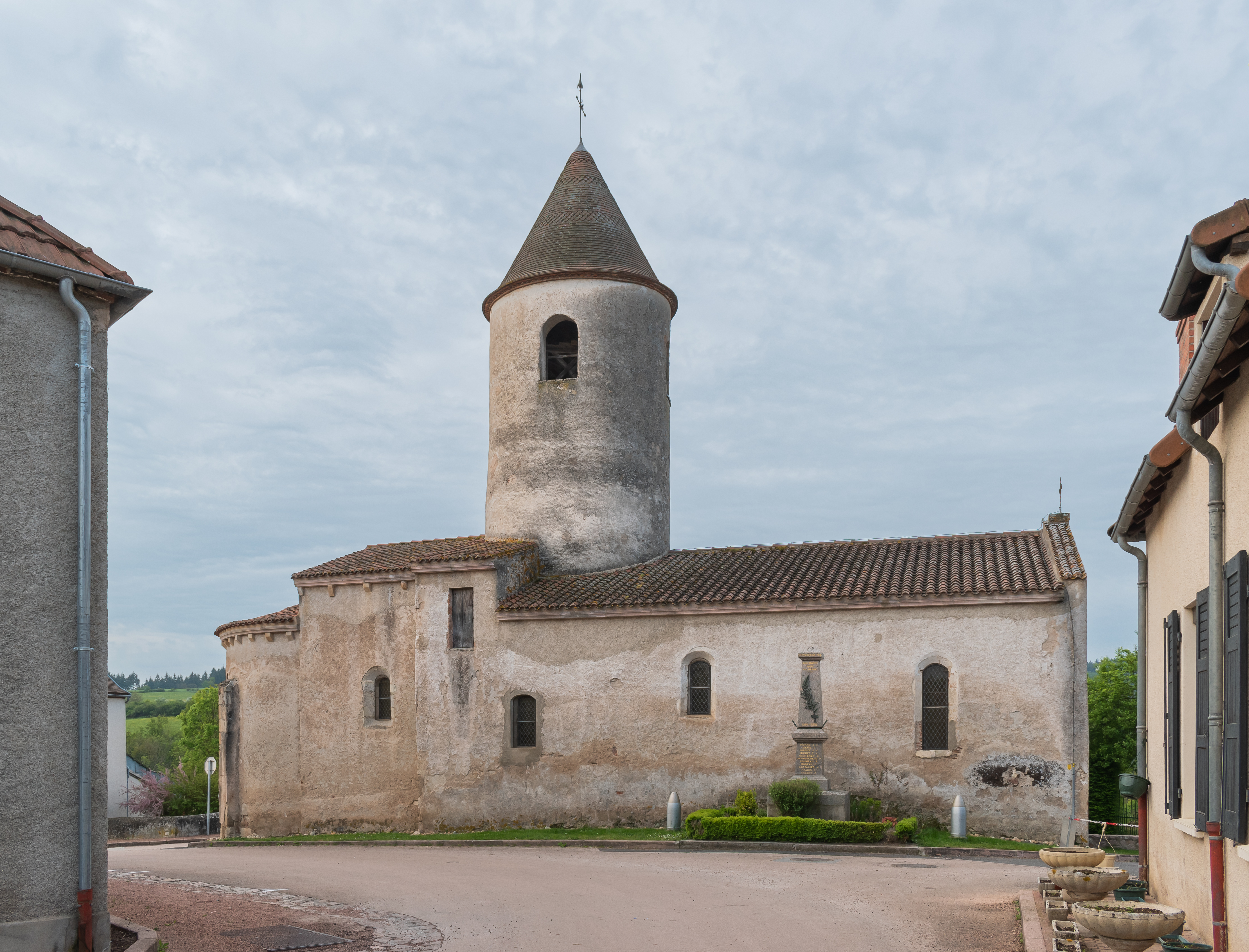
Église Saint-Étienne.

Saint-Étienne-de-Vicq compte deux monuments répertoriés à l'inventaire des monuments historiques.
- L'église Saint-Étienne, des XIe et XIIe siècles, classée monument historique par arrêté du 14 janvier 1932, possède la particularité d'avoir un clocher complètement circulaire[24].
- Le château de Verseilles, maison forte des XVe et XVIIe siècles, est inscrit aux monuments historiques par arrêté du 19 mai 2003[25].
- La Butte de Malakof est un autre monument, non protégé aux Monuments historiques.

### Héraldique
| Blason de Saint-Etienne-de-Vicq | Blason  | Échiqueté d'azur et d'argent de cinq tires, au lion de sable brochant sur le tout. |
| Blason de Saint-Etienne-de-Vicq | Détails | Créé par JF Binon. Sur site"La Grande Paroisse, 2015                               |